# Esteban Ostojich
Esteban Daniel Ostojich Vega (San José de Mayo, 12 de abril de 1982)  es un árbitro de fútbol uruguayo. Es internacional de la FIFA desde 2016.
Debutó en el Torneo Uruguayo Copa Coca-Cola 2013/14 de la Primera División en el 2013.